# Эффект липучки
Эффект липучки (англ. flypaper effect) — прирост расходов бюджета после получения межбюджетного трансферта, превышающий прирост, который мог бы быть вызван аналогичным по величине приростом внутренних доходов, с учётом величины предельной склонности к потреблению местных общественных благ со стороны населения.

## История
Впервые термин был предложен американским экономистом Артуром Оукеном на работу Эдварда Грамлиха «Стимулирующее воздействие межправительственных грантов», которое было опубликовано в 1979 году. В течение 40 лет было опубликовано более 3500 работ на тему эффекта липучки.
Кроме того можно встретить название «асимметрия доходов и гранта (трансферта)» (англ. income-aid asymmetry).

## Определение
Согласно энциклопедии «Новый Палгрейв: словарь по экономике» эффект липучки — это эффект, который возникает в случае получения внешнего трансферта, который приводит к значительно большим государственным расходам, чем эквивалентная сумма местных доходов, поступившая в бюджет: «деньги прилипают там, куда они попадают».
По мнению российского экономиста Льва Якобсона эффект липучки — это когда деньги, поступающие в территориальный бюджет в виде грантов, избыточно «прилипают» к государственному сектору, приводя к изменению пропорции между личными расходами граждан и расходами бюджета.

## Причины возникновения эффекта липучки
Неоклассическая парадигма (когда органам власти, отстаивающие интересы своих избирателей, при получении трансферта было бы выгоднее снизить налоговую нагрузку и увеличить благосостояние населения) не работает, снижение налоговой нагрузки не происходит, и все средства остаются в государственном секторе: они как бы «прилипают». Данный эмпирический результат является аномалией. Американский экономист Роберт Инман предложил 4 альтернативных причины возникновения эффекта липучки:
- проблема данных: внешняя помощь неправильно измеряется, или соответствующие трансферты были ошибочно классифицированы как внешняя помощь;
- эконометрическая проблема: важные причины расходов, коррелирующих с трансфертом или доходом, были исключены, то есть внешняя помощь коррелирует с опущенными переменными, что приводит к смещению оценок влияния дохода в сторону понижения и смещению оценок влияния помощи в сторону повышения;
- специфическая проблема: репрезентативный гражданин неправильно воспринимает помощь, и рациональная модель избирателя упускает этот момент, либо репрезентативный гражданин видит помощь, но неверно воспринимает её воздействие как эффект средней цены, либо видит и понимает бюджетные эффекты помощи, но распределяет «государственные» и «частные» деньги через отдельные «ментальные счета»;
- политика: результат действия политических институтов и связанных с ними стимулов выборных должностных лиц.

Американский экономист Деннис Мюллер считает, что существуют два объяснения эффекта липучки:
- фискальная иллюзия, когда налогоплательщики не осознают, что эти трансферты в неявной форме предоставляются им, а не для местных органов власти, и что поэтому все эти денежные средства могли бы быть перенаправлены на развитие частного сектора, если бы чиновники приняли такое решение. Местные власти пользуются этой возможностью, чем и объясняется эффект липучки;
- модель бюрократии Нисканена, когда центральное правительство предоставляет местному органу власти целевой грант (на нужды образования), а этот грант меньше текущих расходов местного органа власти (на образование), следовательно, его предоставление должно привести лишь к умеренному увеличению расходов (на образование). Однако, местные бюрократы (системы образования) воспользовались неведением выбранных политиков относительно затрат и выгод (системы образования) и убедили их в том, что эти деньги необходимы (для улучшения качества обучения в местных школах). В итоге значительная часть гранта оказывается в местном бюджете (системы образования) в качестве дополнительных расходов.